# Scytodes karrooica
Espèce
Scytodes karrooica est une espèce d'araignées aranéomorphes de la famille des Scytodidae.

## Distribution
Cette espèce est endémique du Cap-Occidental en Afrique du Sud. Elle se rencontre vers Matjiesfontein.

## Description
Les femelles mesurent de 6,5 à 7 mm.

## Étymologie
Son nom d'espèce lui a été donné en référence au lieu de sa découverte, le désert du Karoo.

## Publication originale
- Purcell, 1904 : Descriptions of new genera and species of South African spiders. Transactions of the South African Philosophical Society, vol. 15, p. 115-173 (texte intégral).